# إرنست فلايشمان
إرنست فلايشمان (بالإنجليزية: Ernest Fleischmann)‏ هو موزع أمريكي، ولد في 7 ديسمبر 1924 في فرانكفورت في ألمانيا، وتوفي في 13 يونيو 2010.

## وصلات خارجية
- إرنست فلايشمان على موقع IMDb (الإنجليزية)
- إرنست فلايشمان على موقع ميوزك برينز (الإنجليزية)
- إرنست فلايشمان على موقع ديسكوغز (الإنجليزية)